# جيمس ريغان
جيمس ريغان (بالإنجليزية: James Regan)‏ هو لاعب كرة قدم بريطاني، ولد في 30 مايو 1994 في فريملي في المملكة المتحدة. لعب مع نادي مقاطعة سومرست للكريكت ‏.

## وصلات خارجية
- جيمس ريغان على موقع إي آس بي آن كريك إنفو (الإنجليزية)
- جيمس ريغان على موقع قاعدة بيانات كرة القدم.إي يو (الإنجليزية)